# Hanami

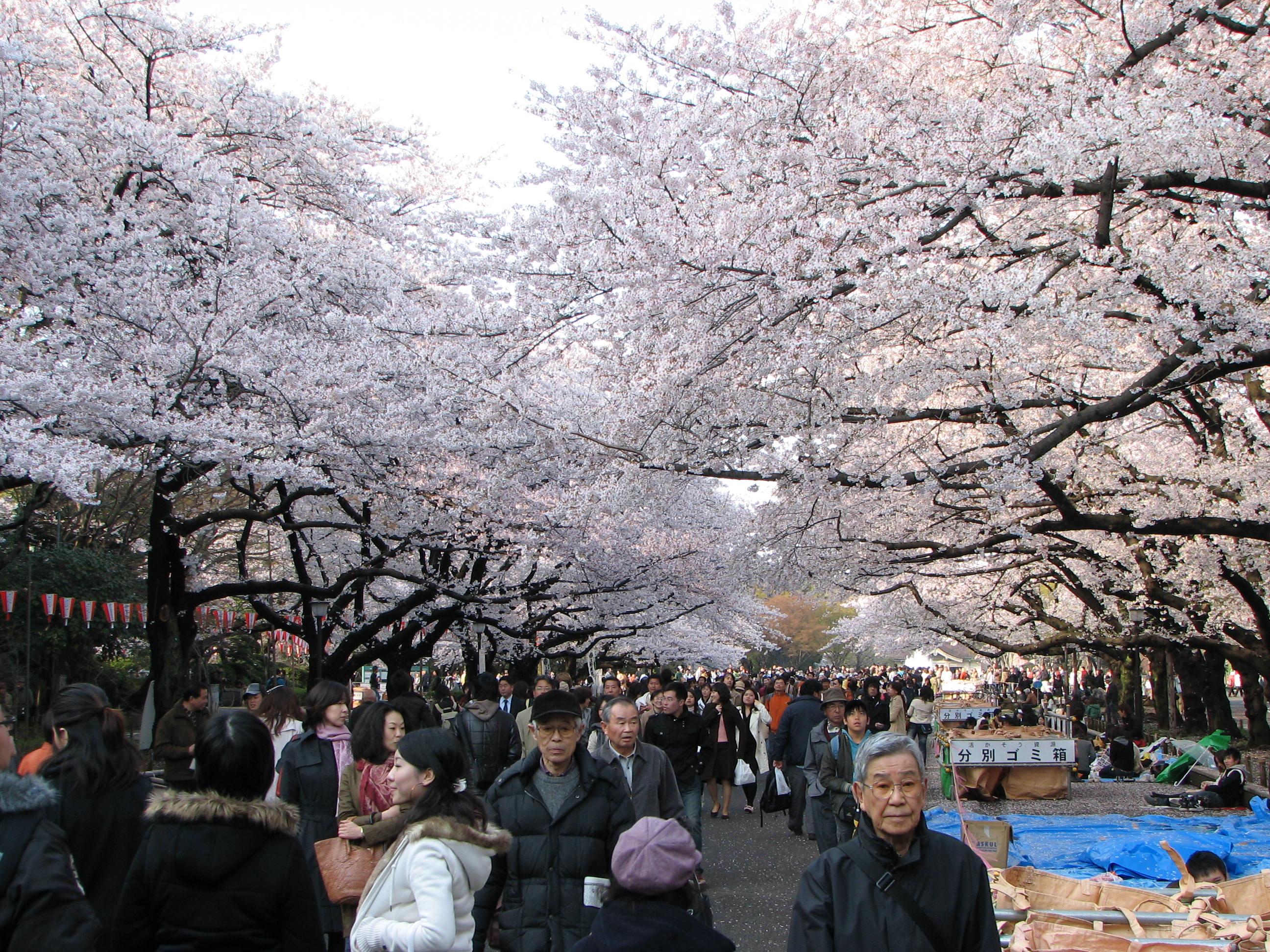
Lhanami nel parco di Ueno a Tokyo

Hanami (花見? lett. "guardare i fiori") è un termine giapponese che si riferisce alla tradizionale usanza di godere della bellezza della fioritura primaverile degli alberi. Ormai si riferisce principalmente alla fioritura dei ciliegi giapponesi (in giapponese sakura), e quindi l'hanami è diventato sinonimo dell'ammirare il fiore di ciliegio. Il fiore del ciliegio, la sua delicatezza e brevità sono per i giapponesi il simbolo della fragilità, ma anche della rinascita, della bellezza dell'esistenza. L'arrivo della primavera rappresenta la rinascita della natura, ma la fioritura dei ciliegi dura pochi giorni quindi rappresenta la brevità della vita che va goduta in pieno, senza sprecarne neanche un momento.

## Tradizione
Questa tradizione, antica più di un millennio, è ancora molto sentita in Giappone, tanto da provocare vere e proprie migrazioni di milioni di giapponesi dalle loro città verso le sessanta località più famose del paese. Si fanno addirittura le previsioni per la fioritura, come quelle meteorologiche, per sapere esattamente quando comincia e fino a quando dura. Lo spettacolo dei sakura in fiore occupa gran parte della primavera e va da inizio aprile (nel sud dell'isola di Honshū) fino a metà maggio (nella settentrionale Hokkaidō).
Tradizionalmente la festa consiste nell'ammirare la fioritura mentre si fa un sostanzioso picnic all'ombra dei sakura in fiore.
Di solito per il picnic si usa un ampio telo plastificato, o teli occhiellati, di colore azzurro. Hanami si svolge anche di notte, nel qual caso prende il nome di Yozakura (夜桜? "ciliegio notturno"), per godere dei sakura illuminati appositamente con delle luci che ne esaltano la bellezza.
Ci sono molte varietà di questi alberi usati a scopo ornamentale, ma quelli più diffusi in assoluto in tutto il Giappone e con i quali principalmente si festeggia l'hanami sono prunus × yedoensis, comunemente noti con il nome somei-yoshino o yoshino.
In occasione dell'hanami vengono preparati cibi dedicati, ad esempio gli Hanami-Dango o i Sakura-Mochi, che è possibile trovare già pronti o farsi confezionare nei negozi o supermercati, insieme a bevande, dolci, gelati e altri alimenti al gusto dei fiori di sakura, a volte decorati con i fiori di sakura sotto sale, reperibili in commercio per aromatizzare bevande, tè, dolci e alimenti di vario genere.

## Storia

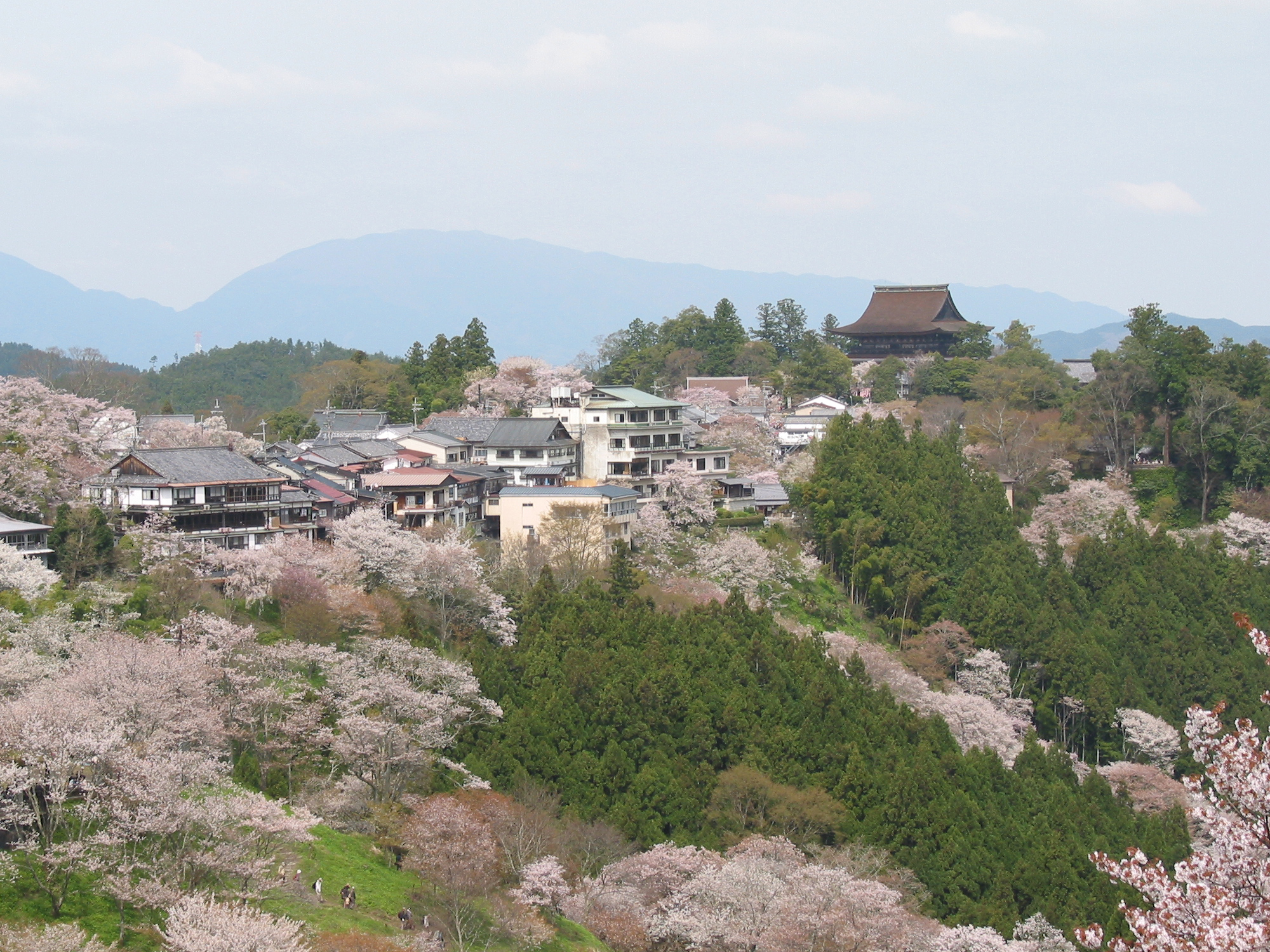
Le colline attorno a Yoshino durante l'hanami

Yoshino (le cui colline in primavera si colorano del rosa pallido degli alberi in fiore) è la città d'origine dei ciliegi giapponesi: la leggenda racconta che gli alberi furono piantati nel VII secolo d.C. dal sacerdote En-no-Ozuno, che si dice avesse scagliato una maledizione contro chiunque osasse abbatterli. Comunque sia andata, gli yamazakura ("ciliegio di montagna") sono alla radice di centinaia di ibridi ottenuti in seguito e sono divenuti la varietà giapponese per eccellenza; l'imperatrice Jitō (645-702) veniva qui per ammirarne la fioritura.

## Luoghi rinomati per la celebrazione dell'hanami
- Parco Maruyama a Kyoto
- Parco di Ueno a Tokyo
- Castello di Himeji
- Castello di Hirosaki, circondato da cinque mila ciliegi, ospita la festa dei ciliegi in fiore dal 23 aprile al 5 maggio

## Hanami in altri paesi

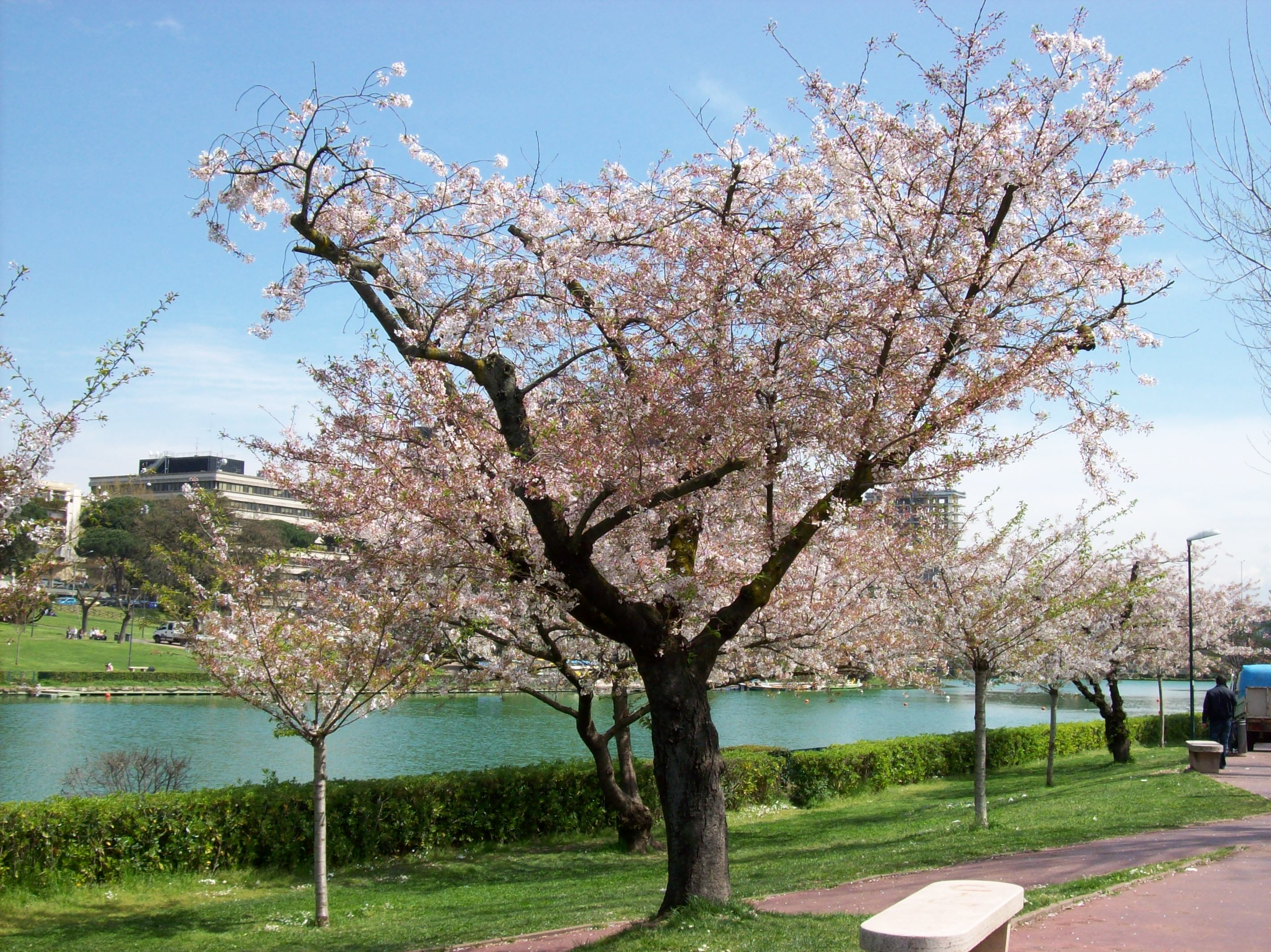
Sakura in fiore al Parco dell'Eur a Roma

La tradizione dell'ammirazione dei fiori ha trovato seguaci anche fuori dai confini del Giappone.
Per esempio, in Italia è nata l'abitudine di celebrare l'hanami al Parco centrale del lago nel quartiere romano dell'EUR. Nel 1959, infatti, il primo ministro giapponese Nobusuke Kishi, in visita ufficiale in Italia, donò a Roma a nome del proprio governo 2500 sakura, molti dei quali furono piantati proprio nel parco dell'EUR che, in onore del paese donatore, intitolò una propria strada pedonale Passeggiata del Giappone.
Nel periodo di fioritura (marzo-aprile) è ormai d'uso trovare cultori di tale pratica che talora festeggiano con picnic sotto gli alberi, sovente vestendo i kimono come da tradizione giapponese.